# Wyspa Kerguelena
Wyspa Kerguelena (fr. Grande Terre) – największa wyspa archipelagu Wysp Kerguelena, położona na Oceanie Indyjskim. Należy do Francji.

## Geografia
Wyspa ma ok. 150 km długości i ok. 120 km szerokości. Jej powierzchnia wynosi 6675 km², co czyni ją trzecią pod względem wielkości francuską wyspą (po nowokaledońskiej wyspie Grande Terre i Korsyce). Powierzchnia tej wyspy stanowi 90% powierzchni całego archipelagu Wysp Kerguelena.

### Szczyty
Teren wyspy jest górzysty, poprzecinany dolinami. Wiele z gór osiąga ponad 1000 metrów nad poziom morza:
- Góra Rossa[1] – wierzchołek Grand Ross 1850 m, wierzchołek Petit Ross 1721 m
- Mont Henri – 1262 m
- Bicorne – 1202 m
- Pic Saint-Allouarn – 1189 m
- Mont Raymond – 1166 m
- Pic Guynemer – 1088 m
- Mont Richards – 1081 m
- Dôme du Père Gaspard – 1063 m
- Mont de Lans – 1022 m
- Pic Joliot-Curie – 1005 m

Zachodnia część wyspy zdominowana jest przez Lodowiec Cooka, który osiąga wysokość 1049 m n.p.m.

### Półwyspy

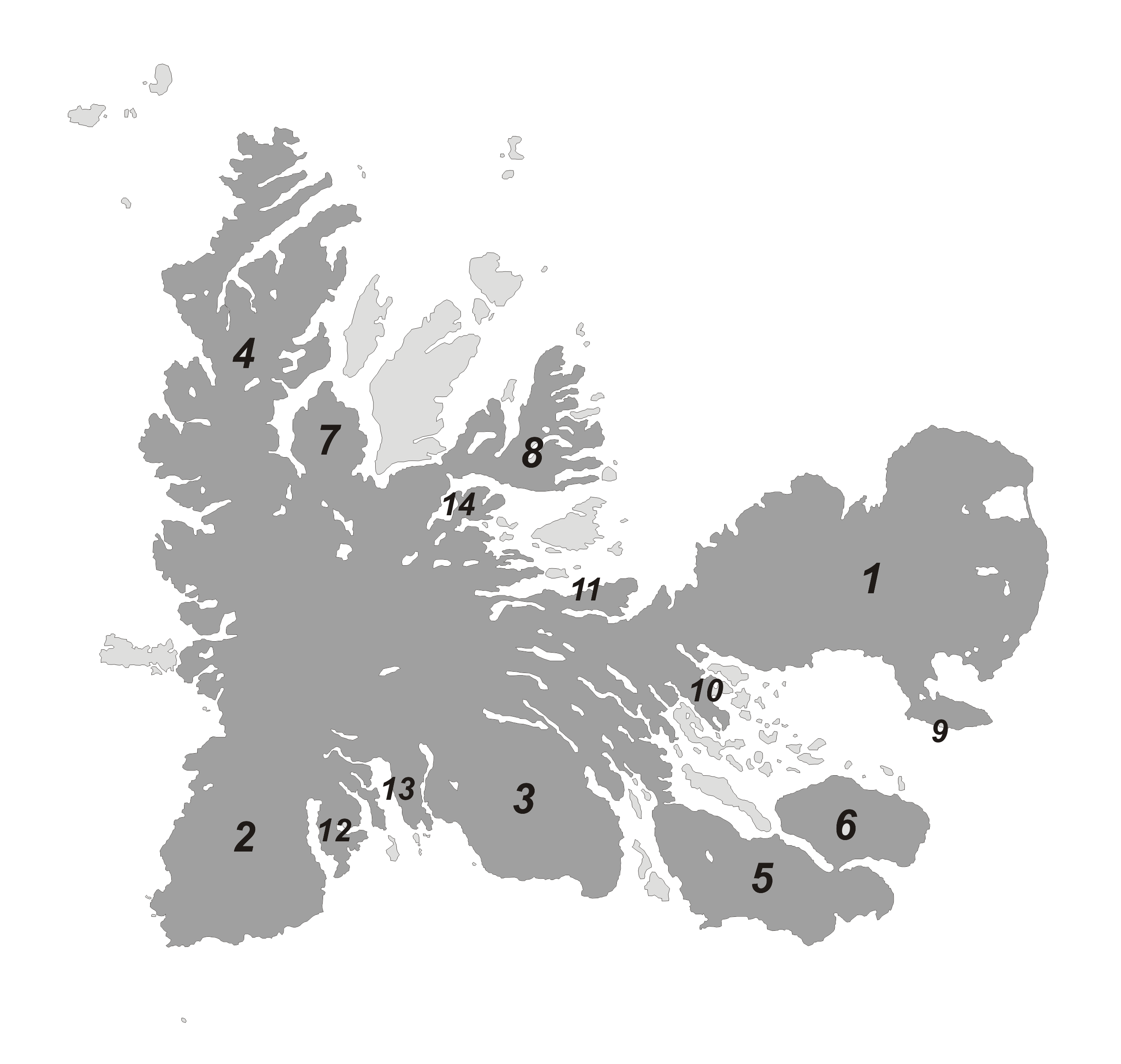
Półwyspy Grande Terre

Grande Terre ma urozmaiconą linię brzegową i posiada wiele półwyspów. Największe to:
1. Półwysep Courbet – znajduje się na nim Port-aux-Français, najważniejsza osada (i jednocześnie stacja badawcza) wyspy,
2. Półwysep Rallier du Baty,
3. Półwysep Gallieni – wznosi się na nim najwyższy szczyt wyspy, Góra Rossa,
4. Półwysep Loranchet,
5. Półwysep Jeanne d'Arc,
6. Półwysep Ronarc'h,
7. Półwysep de la Société de géographie,
8. Półwysep Joffre,
9. Półwysep du Prince de Galles,
10. Półwysep du Gauss,
11. Półwysep Bouquet de la Grye,
12. Półwysep d'Entrecasteaux,
13. Półwysep du Bougainville,

## Demografia
Tak jak na pozostałych wyspach archipelagu oraz Francuskich Terytoriów Południowych i Antarktycznych, na Grande Terre nie ma stałych mieszkańców. Istnieje jednak osada-stacja badawcza Port-aux-Français, na południowym wybrzeżu Półwyspu Courbet. Zimą przebywa tam ok. 80 ludzi (naukowców, inżynierów, techników), natomiast latem ok. 120.